# Severin Hingsamer
Severin Hingsamer (* 20. März 2000 in Eggerding) ist ein ehemaliger österreichischer Fußballspieler.

## Karriere

### Verein
Hingsamer begann in Eggerding seine Karriere bei der Union Eggerding. 2014 kam er in die Akademie der SV Ried. Im September 2016 spielte er erstmals für die U-18-Mannschaft der Rieder.
Im September 2017 debütierte er, ohne zuvor für die Amateure gespielt zu haben, für die Profis in der zweiten Liga, als er am 13. Spieltag der Saison 2017/18 gegen den FC Liefering in der Startelf stand und in der 74. Minute durch Mijo Miletić ersetzt wurde. Mit Ried stieg er 2020 in die Bundesliga auf. Nach dem Aufstieg gehörte er aber nur noch dem Kader der Amateure an. Für diese kam er insgesamt zu 59 Ligaeinsätzen.
Zur Saison 2022/23 wechselte Hingsamer zum Regionalligisten Union Gurten. Bei diesem kam er jedoch nie zum Einsatz und verließ den Verein in weiterer Folge wieder.
In Bad Füssing in Deutschland besucht Hingsamer (Stand: Februar 2025) die Berufsfachschule für Masseure und medizinische Bademeister, eine Massageschule innerhalb des dortigen Johannesbades. Hingsamer, der dafür täglich rund eine halbe Autostunde aus Ried im Innkreis anreist, strebt in weiterer Folge eine Laufbahn als Physiotherapeut an und ist nebenbei bereits seit Herbst 2023 im Nachwuchsbereich der Rieder als Masseur (in Ausbildung) tätig.

### Nationalmannschaft
Hingsamer debütierte im Februar 2018 für Österreichs U-18-Auswahl, als er in einem Testspiel gegen Zypern in der Startelf stand.